# Дерентруп
Дерентруп (њем. Dörentrup) општина је у њемачкој савезној држави Северна Рајна-Вестфалија. Једно је од 16 општинских средишта округа Липе. Према процјени из 2010. у општини је живјело 8.386 становника. Посједује регионалну шифру (AGS) 5766024, NUTS (DEA45) и LOCODE (DE DTP) код.

## Географски и демографски подаци
Дерентруп се налази у савезној држави Северна Рајна-Вестфалија у округу Липе. Општина се налази на надморској висини од 130 метара. Површина општине износи 49,8 km². У самом мјесту је, према процјени из 2010. године, живјело 8.386 становника. Просјечна густина становништва износи 168 становника/km².